# Quanitra Hollingsworth
Quanitra Hollingsworth (tur. Kuanitra Hollingsvorth; ur. 15 listopada 1988 w Portsmouth) – amerykańska koszykarka,  występująca na pozycji środkowej, posiadająca także tureckie obywatelstwo (od 2012), reprezentantka Turcji, olimpijka, od 2021 zawodniczka Çukurova Mersin.

## Osiągnięcia
Stan na 25 marca 2024, na podstawie, o ile nie zaznaczono inaczej.

### NCAA
- Uczestniczka turnieju NCAA (2009)
- Debiutantka roku konferencji CAA (2006)
- Zaliczona do:
  - I składu:
    - CAA (2009)
    - defensywnego CAA (2006, 2009)
    - najlepszych pierwszorocznych zawodniczek CAA (2006)

  - II składu CAA (2007, 2008)
  - III składu CAA (2006)
  - Galerii Sław Sportu VCU – VCU Athletics Hall Of Fame (2018)[4]

### Drużynowe
- Mistrzyni:  
  - Euroligi (2013)
  - EuroCup (2017)
  - Rosji (2013)[5]
  - Turcji (2016, 2017)[6][7]
  - Łotwy (2011)
  - Węgier (2012)[8]
  - Litwy (2010)[9]
- Wicemistrzyni:
  - Euroligi (2019, 2023)
  - Turcji (2014, 2018, 2021–2023)[10][11][12][13]
  - Rosji (2019)[14]
- 3. miejsce w Eurolidze (2016)
- 4. miejsce w Eurolidze (2015)
- Zdobywczyni:
  - pucharu:
    - Rosji (2013)[5]
    - Pucharu Turcji (2015–2018, 2022)[6][7]

  - Superpucharu Turcji (2013–2015, 2017, 2022)[10][13]
- Finalistka:
  - Superpucharu Europy FIBA (2017)
  - pucharu:
    - Turcji (2014, 2024)
    - Rosji (2018/2019)[14]
    - Węgier (2012)[8]

### Indywidualne
(* – nagrody przyznane przez portal eurobasket.com)
- MVP Pucharu Turcji (2017)[7]
- Najlepsza*:
  - zawodniczka zagraniczna ligi węgierskiej (2012)[8]
  - defensywna zawodniczka roku ligi węgierskiej (2012)[8]
  - środkowa ligi:
    - litewskiej (2010)[9]
    - węgierskiej (2012)[8]
- Zaliczona do*:
  - I składu:
    - ligi:
      - litewskiej (2010)[9]
      - węgierskiej (2012)[8]

    - zawodniczek:
      - zagranicznych ligi węgierskiej (2012)[8]
      - krajowych ligi tureckiej (2016)[6]

  - II składu ligi tureckiej (2017)[7]
  - składu honorable mention ligi tureckiej (2016, 2021)[6][12]
- Liderka w zbiórkach ligi węgierskiej (2012 – 9,6)[8]

### Reprezentacja

#### Seniorek
- Brązowa medalistka mistrzostw Europy (2013)[15]
- Uczestniczka:
  - igrzysk olimpijskich (2012 – 5. miejsce)[16][17]
  - mistrzostw:
    - świata (2018 – 10. miejsce)
    - Europy (2013, 2017 – 5. miejsce, 2021 – 14. miejsce)[18]

  - kwalifikacji:
    - olimpijskich (2012 – 1. miejsce)
    - do Eurobasketu (2017, 2019, 2021, 2024/2025)
- Liderka Eurobasketu w skuteczności rzutów z gry (2017)